# Nico Casal
Nicolás «Nico» Casal (Santiago de Compostela, 1985) es un compositor y pianista español. Es conocido por haber compuesto la banda sonora del cortometraje Stutterer, ganador del Óscar al mejor cortometraje en 2016. También ha llevado a cabo la música para largometrajes tales como Te estoy amando locamente y La enfermedad del domingo. Asimismo ha colaborado con artistas como Katy Perry y Eva Llorach.

## Biografía
Nico Casal nació en Santiago de Compostela en 1985. Comenzó a estudiar piano a la edad de ocho años en el Conservatorio profesional de música de Santiago. Durante su adolescencia, se planteó la idea de estudiar Arquitectura, pero acabó decantándose por la música y realizar el Grado Superior, que llevó a cabo en Vigo. En el año 2011, a la edad de 26 años, se mudó a Londres, donde realizó un máster de composición en la Universidad de la City.

## Carrera
En el año 2013 realizaría su primera composición para una película, al elaborar la banda sonora de El árbol magnético de Isabel Ayguavives.
En el año 2015 fue finalista en los Music and Sound Awards UK 2015 por su partitura para la campaña del banco HSBC llamada Pink Ladies.
En 2016 fue elegido para componer la banda sonora oficial del cortometraje Stutterer, que  ganaría el premio Óscar al mejor cortometraje de ese mismo año. Posteriormente, Universal Music lo contrató para interpretar canciones de Katy Perry a piano para la campaña Witness World Wide. Ese mismo año compuso la banda sonora de María (y los demás), de Nely Reguera.
Más tarde trabajaría en el largometraje de 2017 Wave, también de Benjamin Cleary.
En el año 2018 realizó la música para la banda sonora de La enfermedad del domingo, de Ramón Salazar. Después formó parte del cartel del festival BIME, en Baracaldo.
En el año 2019 colaboró con la actriz Eva Llorach en la gala de clausura del Festival de Málaga de ese año. También lanzó su primer disco, Alone, bajo el sello PIAS Recordings, Este incluye piezas como «Ready to talk», que sería versionada en la banda sonora de la serie Stranger Things. Durante una gira internacional para la presentación del disco se lesionó el dedo corazón, lo que lo obligó a interrumpirla.
Su primer EP llegó en el año 2020, titulado Stories.
En el año 2021, compuso la música para la banda sonora del filme Maricón perdido, de Bob Pop.
En 2022 realizó la BSO del documental Pacto de silencio de RTVE, así como para la película de temática LGBT Te estoy amando locamente.

## Discografía y filmografía

### Álbumes
- 2019: Alone[9]

### EPs
- 2020: Stories[13]

### Filmografía como compositor
| Título                    | Año  | Ref.   |
| ------------------------- | ---- | ------ |
| El árbol magnético        | 2013 | [ 4 ]  |
| María (y los demás)       | 2016 | [ 15 ] |
| Stutterer                 | 2016 | [ 4 ]  |
| Wave                      | 2017 | [ 6 ]  |
| La enfermedad del domingo | 2018 | [ 7 ]  |
| Maricón perdido           | 2021 | [ 11 ] |
| Te estoy amando locamente | 2022 | [ 14 ] |